# مزرعة سعيد أباد (شورآب)
مزرعة سعید أباد (بالإنجليزية: Mazraeh-ye Saidabad)‏ هي منطقة سكنية تقع في إيران في قسم شورآب الريفي.